# Scandinavian Nights
Scandinavian Nights è un album live dei Deep Purple, pubblicato nel 1988 ma registrato nel 1970. Negli Stati Uniti è conosciuto come Live and Rare ed è una delle prime registrazioni del Mark II.
Nel 2005 verrà pubblicato un album, Live in Stockholm, che riguarda lo stesso concerto.

## Lista tracce

### Disco Uno
1. Wring that neck – 34:22 – (Ritchie Blackmore, Nick Simper, Jon Lord, Ian Paice)
2. Speed king – 10:45 – (Ritchie Blackmore, Ian Gillan, Roger Glover, Jon Lord, Ian Paice)
3. Into the fire – 4:47 – (Ritchie Blackmore, Ian Gillan, Roger Glover, Jon Lord, Ian Paice)
4. Paint it black – 9:49 – (Mick Jagger, Keith Richards)

### Disco Due
1. Mandrake Root – 28:40 – (Rod Evans, Blackmore, Lord)
2. Child in Time – 20:28 – (Ritchie Blackmore, Ian Gillan, Roger Glover, Jon Lord, Ian Paice)
3. Black Night – 7:34 – (Ritchie Blackmore, Ian Gillan, Roger Glover, Jon Lord, Ian Paice)

## Formazione
- Ian Gillan - voce, percussioni
- Ritchie Blackmore - chitarra
- Roger Glover - basso
- Jon Lord - tastiere, organo
- Ian Paice - batteria